# 北崎村 (愛知県)
北崎村（きたさきむら）は、愛知県知多郡にかつてあった村。
現在の大府市北部（北崎町など）に該当する。
村名は、前身となった村の名から一文字ずつとった、合成地名である。

## 歴史
- 1876年（明治9年） - 近崎村と北尾村が合併し、北崎村となる。
- 1889年（明治22年）10月1日 - 町村制により北崎村が発足。
- 1906年（明治39年）5月1日 - 大府村、吉田村、共和村、横根村、長草村と森岡村の一部[1]が合併し、大府村発足。同日北崎村は廃止。

## 参考資料
- 角川日本地名大辞典23 愛知県